# Med snabba steg Guds pilgrim går
Med snabba steg Guds pilgrim går är en psalmtext av Richard Jukes (1804-1867) med sex 4-radiga verser och en återkommande 4-radig refräng för kör. Den engelska originaltiteln är With steady pace the pilgrim moves. Med titeln Med snabba steg soldaten går publicerad på svenska i Frälsningsarméns tidskrift Stridsropet december 1883

## Publicerad i
- Stridsropet december 1883
- Herde-Rösten 1892 som nr 489 med titeln "Pilgrim" under rubriken "Pilgrimssånger".